# Водопьянов, Пётр Петрович
Пётр Петрович Водопьянов (13 (25) декабря 1855, Оренбургская губерния — 1912/1913, Казань) — полковник Русской императорской армии, исполняющий обязанности атамана 3-го военного отдела Оренбургского казачьего войска (1908—1909), кавалер пяти орденов и пяти медалей.

## Биография
Родился 13 (25) декабря 1855 года в станице Степная, относившейся ко второму (Верхнеуральскому) военному отделу — административно-территориальной единице Оренбургского казачьего войска — в семье обер-офицера, тоже Пётра Петровича. Пётр-младший окончил курс Оренбургской военной прогимназии, после чего поступил в Оренбургское казачье юнкерское училище, из которого выпустился в 1879 году (по первому разряду).
Приступил к воинской службе в начале июня 1872 года. Он получил чин (говоря современным языком — звание) урядника в 1873 году, хорунжего — в 1879, а подъесаула — в 1887. Стал есаулом в середине мая 1896 года, войсковым старшиной — в 1904 году, и полковником — в 1910 (с одновременным увольнением «от службы за болезнью», с мундиром и пенсией).
Служил урядником в 9-м пешем батальоне Оренбургского казачьего войска. С 1879 года перешёл в Оренбургский 5-й казачий полк, с которым участвовал в Ахал-текинской экспедиции 1880—1881 годов. 21 декабря 1880 (2 января 1881) года был в разведке Восточного и Северного фронтов укрепления Геок-Тепе в кавалерийском отряде генерала Николая Петрусевича: 29 декабря 1880 (10 января 1881) года участвовал в отбитии вылазки неприятеля, совершённой на левый фланг, с целью препятствовать осадным работам.

Медаль За взятие штурмом Геок-тепе 1881 год

В январе 1881 года был в числе солдат штурмовавших и взявших крепость Геок-Тепе; он также участвовал в последующем преследовании неприятеля. Был в составе кавалерийской колонны, двигавшейся, под командованием полковника А. Н. Куропаткина, из Геок-Тепе в Асхабад. Участвовал во взятии Асхабада (Ашхабада) 18 (30) января 1881 года и в других «делах» в отряде М. Д. Скобелева. После переименования 5-го полка в Оренбургский 2-й казачий полк, Водопьянов прослужил в нём до 1884 года. С ноября 1884 по сентябрь 1885 года являлся наблюдающим за обучением молодых казаков второго военного отдела. После этого стал помощником старшего адъютанта управления этого отдела.
7 (20) марта 1901 года был назначен исполняющим делами помощника атамана третьего (Троицкого) военного отдела — самого крупного «округа», относившегося к области Оренбургских казаков. Спустя почти год он был утверждён в этой должности и оставался в ней до выхода в отставку в 1910 году. Около полугода (с конца 1908) временно исполнял обязанности атамана отдела. Из имущества у Водопьянова был «благоприобретенный» полукаменный дом в Троицке и земельный участок отца в 800 десятин (в совместном владении с двумя братьями).
Скончался в Казани в 1912 (или 1913) году.

## Награды
- Орден Святой Анны 4 степени: «за храбрость»
- Орден Святого Станислава 3 степени с мечами и бантом
- Орден Святой Анны 3 степени с мечами и бантом
- Орден Святого Владимира 4 степени с бантом за 25 лет выслуги (1903)
- Орден Святого Станислава 2 степени (1907)
- Пять медалей[4]

## Семья
Пётр Водопьянов имел двух братьев. Он был женат на Вере Алексеевне Сафоновой — дочери уфимского купца. В семье было семеро детей: имена четырёх известны — Леонид (род. 1886), Алексей (род. 1889), Пётр (род. 1894) и Евгения (род. 1888) — кроме того, были ещё три дочери.